# Episodi di Julia - Eine ungewöhnliche Frau (prima stagione)
La prima stagione della serie televisiva Julia - Eine ungewöhnliche Frau è stata trasmessa in anteprima in Germania dalla ARD tra il 23 novembre 1999 e il 29 febbraio 2000.
| nº | Titolo originale           | Titolo italiano | Prima TV Germania | Prima TV Italia |
| -- | -------------------------- | --------------- | ----------------- | --------------- |
| 1  | Schicksalsnacht            | inedito         | 23 novembre 1999  | inedito         |
| 2  | Klare Entscheidungen       | inedito         | 30 novembre 1999  | inedito         |
| 3  | HIV-Positiv                | inedito         | 7 dicembre 1999   | inedito         |
| 4  | Die Jugendbande            | inedito         | 14 dicembre 1999  | inedito         |
| 5  | Der Bankrott               | inedito         | 4 gennaio 2000    | inedito         |
| 6  | Schatten der Vergangenheit | inedito         | 11 gennaio 2000   | inedito         |
| 7  | Im letzten Augenblick      | inedito         | 18 gennaio 2000   | inedito         |
| 8  | Der Wendlinger             | inedito         | 25 gennaio 2000   | inedito         |
| 9  | Spontane Gefühle           | inedito         | 1º febbraio 2000  | inedito         |
| 10 | Das Keltenschwert          | inedito         | 8 febbraio 2000   | inedito         |
| 11 | Gerüchte                   | inedito         | 15 febbraio 2000  | inedito         |
| 12 | Ehrlich währt am längsten  | inedito         | 22 febbraio 2000  | inedito         |
| 13 | Späte Wahrheit             | inedito         | 29 febbraio 2000  | inedito         |